# Lúcio Vagélio
Lúcio Vagélio (em latim: Lucius Vagellius) foi um senador romano nomeado cônsul sufecto para o nundínio de setembro e outubro de 47 com Cneu Hosídio Geta.